# Givenchy

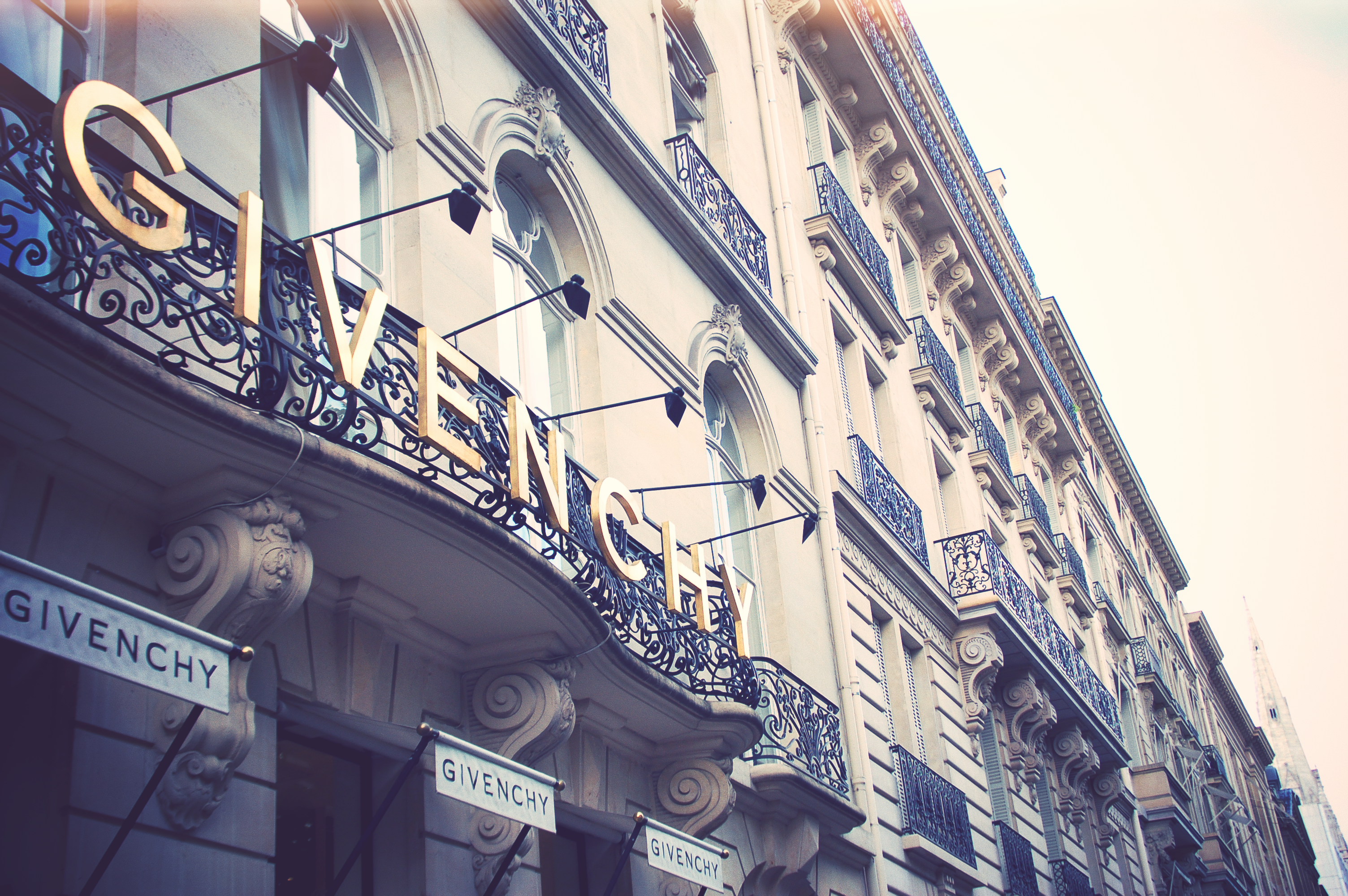
Dom mody Givenchy

Givenchy – francuskie przedsiębiorstwo kosmetyczne i dom mody założony w roku 1952 przez projektanta Huberta de Givenchy.
Od 1988 r. przedsiębiorstwo należy do francuskiej grupy dóbr luksusowych LVMH.